# Турым (приток Вашки)
Турым — река в России, протекает на северо-западе Удорского района Республики Коми. Правый приток реки Вашка.
Длина реки составляет 18 км.
Основные притоки (км от устья):
- 4 км: ручей Мыка-Ёль[4];
- 16 км: река Курмыш-Иоль[4].

## Данные водного реестра
По данным государственного водного реестра России относится к Двинско-Печорскому бассейновому округу, водохозяйственный участок реки — Мезень от истока до водомерного поста у деревни Малонисогорская. Речной бассейн реки — Мезень.
Код объекта в государственном водном реестре — 03030000112103000047818.